# Live in Brussels
Live in Brussels è un album live di Steve Wynn.

## Dragon Bridge Orchestra
- Steve Wynn (voce, chitarra)
- Linda Pitmon (batteria, voce)
- Chris Eckman (chitarra elettrica e acustica, voce)
- Chris Cacavas (tastiere, voce)
- Eric Van Loo (basso elettrico e contrabbasso)
- Rodrigo D'Erasmo (violino, Voce)

## Tracce
Cd.1
1. Slovenian Rhapsody I 	2:02
2. Bring The Magic 		5:00
3. Manhattan Fault Line 	5:31
4. God Doesn't Like It 		4:43
5. Here On Earth As Well 	4:34
6. Tears Won't Help 		5:45
7. The Deep End 		7:23
8. I Don't Deserve This 	7:25
9. Punching Holes In The Sky 	4:39
10. She Came 			4:13

Cd.2
1. Wait Until You Get To Know Me 	3:07
2. My Midnight 			5:28
3. Love Me Anyway 			3:41
4. Thats What You Always Say 	3:52
5. Slovenian Rhapsody II 		3:47
6. Silence Is Your Only Friend 	2:48
7. Boston 				6:53
8. Annie & Me 				5:11
9. 405 					5:08
10. Amphetamine			6:29